# 圣母升天圣殿 (布尔诺)
圣母升天圣殿（Bazilika Nanebevzetí Panny Marie）是捷克共和国摩拉维亚布尔诺一座大型奥斯定会修道院内的哥特式教堂，创建于980-1020年，由Elizabeth Richeza王后重建于1323-1334年。

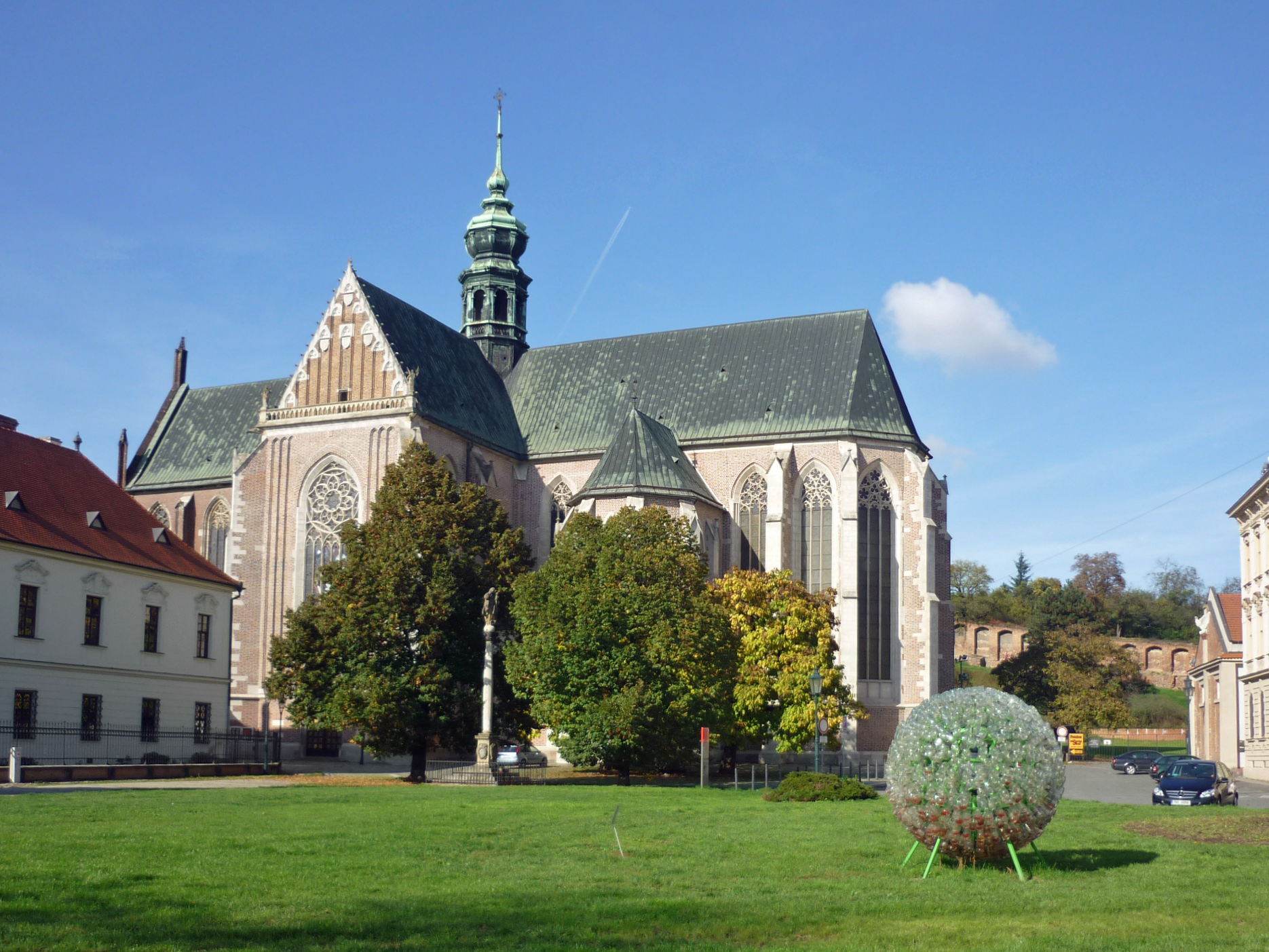
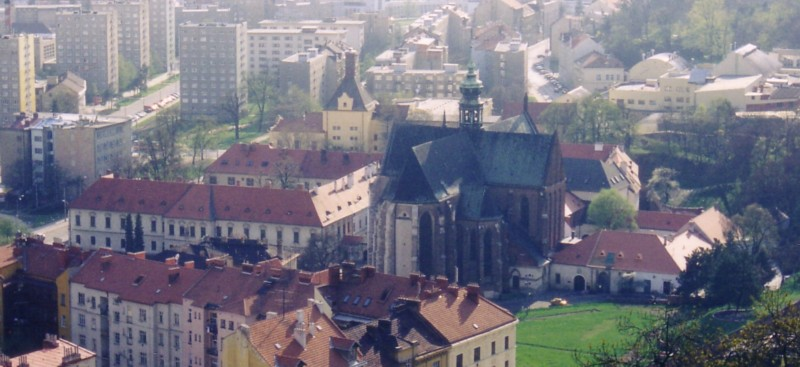
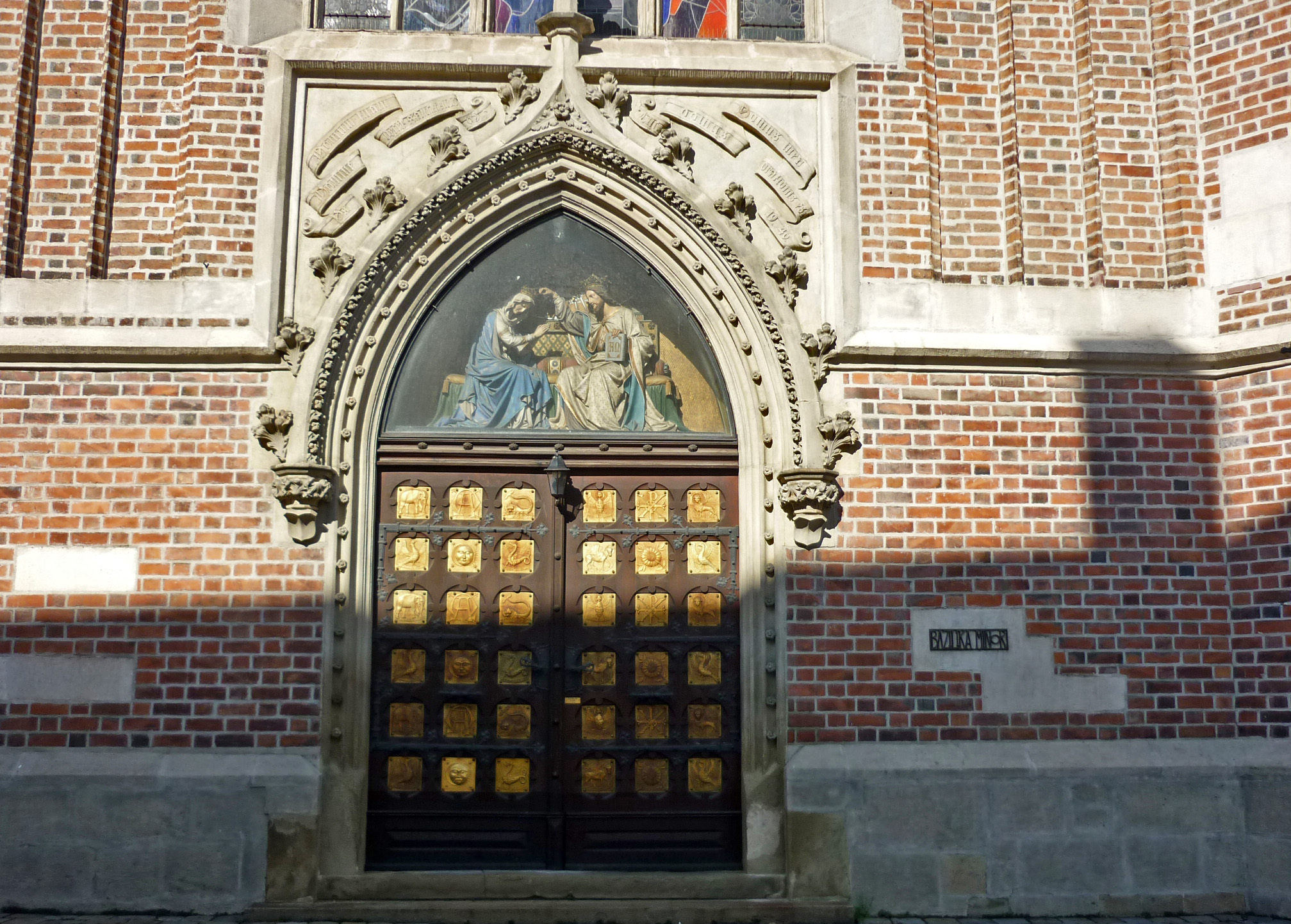
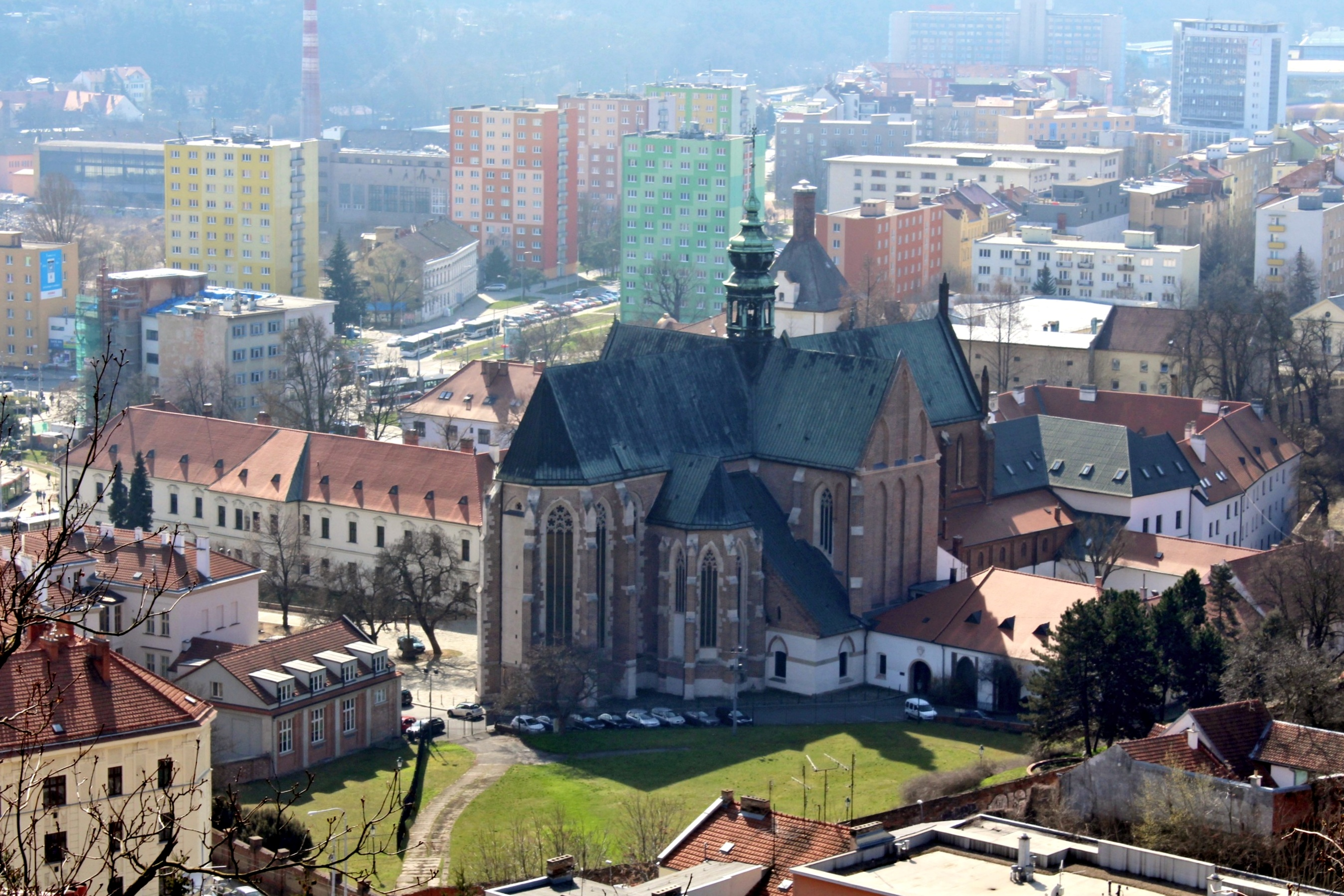